# Algemene begraafplaats van Aardenburg
De Algemene begraafplaats van Aardenburg is een gemeentelijke begraafplaats in de Nederlandse stad Aardenburg in de provincie Zeeland. Ze bevindt zich op 250 m ten zuidoosten van de Sint-Bavokerk.

## Britse militaire graven
Op de begraafplaats ligt een perk met 7 Britse oorlogsgraven uit de Tweede Wereldoorlog. Het gaat om bemanningsleden van een Lancaster-bommenwerper die werd neergeschoten in de nacht van 11 op 12 mei 1944. De bemanning bestond uit 4 Britten, 2 Canadezen en 1 Australiër. Zij maakten deel uit van een groep vliegtuigen die een spoorwegnetwerk in de omgeving van Leuven moest bombarderen. Hun graven worden onderhouden door de Commonwealth War Graves Commission en zijn daar geregistreerd onder Aardenburg General Cemetery.